# (341520) Мор-Сомн
(341520) Мор-Сомн (ранее 2007 TY430) — транснептуновый объект, двойная система в поясе Койпера. В классификации малых планет относится к плутино; по оценкам диаметр составляет около 100 км.
Объект был открыт 14 октября 2007 года американскими астрономами Скоттом Шеппардом и Чедвиком Трухильо по наблюдениям на телескопе Субару в обсерватории Мауна-Кеа, Гавайи, США. Объект назван по именам богов-близнецов Мора (Танатос) и Сомна (Гипнос) из мифологии Рима.

## Орбита и двойная система
Мор–Сомн является маленьким двойным плутино, движущимся в резонансе среднего движения 3:2 с Нептуном. Объект является широкой оптически разрешаемой двойной системой, параметры взаимной орбиты представлены в таблице.
| Большая полуось, км | Эксцентриситет  | Период, сут. | Наклон, градусы |
| 21000 ± 160         | 0.1529 ± 0.0028 | 961.2 ± 4.6  | 15.68 ± 0.22    |

Компоненты имеют практически одинаковые размеры.

## Физические свойства
Полная масса системы равна 7.90 ± 0.21⋅1017 кг. При минимальной реалистичной оценке плотности 0,5 г/см3 и альбедо >0,17 размеры компонентов не превышают 60 км. Служба Collaborative Asteroid Lightcurve Link принимает значение альбедо 0,1, при котором получает оценку диаметра 175,20 км для абсолютной звёздной величины 6.9.
Мор–Сомн обладает ультракрасным спектром в видимой и ближней инфракрасной областях спектра. Цвета компонентов неотличимы друг от друга. Объект обладает кривой блеска с двумя пиками, периодом 9,28 часов и амплитудой 0,24. Вероятно, один из компонентов обладает вытянутой формой и вращается несинхронно.

## Эволюция
Система Мор–Сомн вероятно представляет собой по природе холодный классический объект пояса Койпера.

## Название
Данная малая планета была названа в честь римских богов-близнецов смерти и сна.